# Mękarzowice (Basse-Silésie)
Pour les articles homonymes, voir Mękarzowice.
Mękarzowice est une localité polonaise de la gmina de Dobroszyce, située dans le powiat d'Oleśnica en voïvodie de Basse-Silésie.